# Študentska Prešernova nagrada
Študentske Prešernove nagrade in Univerzitetne Prešernove nagrade so najvišja priznanja Univerze v Ljubljani in njenih članic (fakultet ter akademij) za dela in dosežke študentov v času študija. 
Fakultetne Prešernove nagrade vsako leto podeljujejo fakultete in umetniške akademije, članice Univerze v Ljubljani, podeljene pa so najboljšim študentom, tako na področju umetnosti kot znanosti. Univerza vsako leto nekaj najboljših študentov nagradi tudi z univerzitetnimi Prešernovimi nagradami.

## Nagrajenci
- seznam prejemnikov študentske Prešernove nagrade
- seznam prejemnikov Univerzitetne Prešernove nagrade